# Aéroport de Puerto Vallarta
Licenciado Gustavo Díaz Ordaz l'Aéroport International (parfois abrégé en Lic. Gustavo Díaz Ordaz International Airport) (code IATA : PVR • code OACI : MMPR • code DGAC M. : PVR) est un aéroport international situé à Puerto Vallarta, Jalisco, au Mexique. L'aéroport est nommé d'après le Président Gustavo Díaz Ordaz (1964-70). Il a traité 4,063,300 passagers en 2016 et 4,522,600 passagers en 2017.

## Situation
| \| 500 km1:6 468 000 \| Acapulco Aguascalientes Huatulco Campeche Cancún Chetumal Chihuahua Ciudad · del Carmen Ciudad Juárez Ciudad · Obregón Ciudad · Victoria Colima Cozumel Culiacán Guanajuato Durango Guadalajara Hermosillo Ixtapa · Zihuatanejo La Paz San José · del Cabo Los Mochis Matamoros Mazatlán Mérida Mexicali Mexico B.J. Mexico F.A. Minatitlán Monterrey Morelia Nuevo · Laredo Oaxaca Playa · de Oro Puebla Puerto · Escondido Puerto · Vallarta Querétaro Reynosa San Luis · Potosí Tampico Tapachula Tepic Tijuana Tulum Toluca Torreón Tuxtla Gutiérrez Uruapan Veracruz Villahermosa Zacatecas |
| 500 km1:6 468 000 |

## Galerie

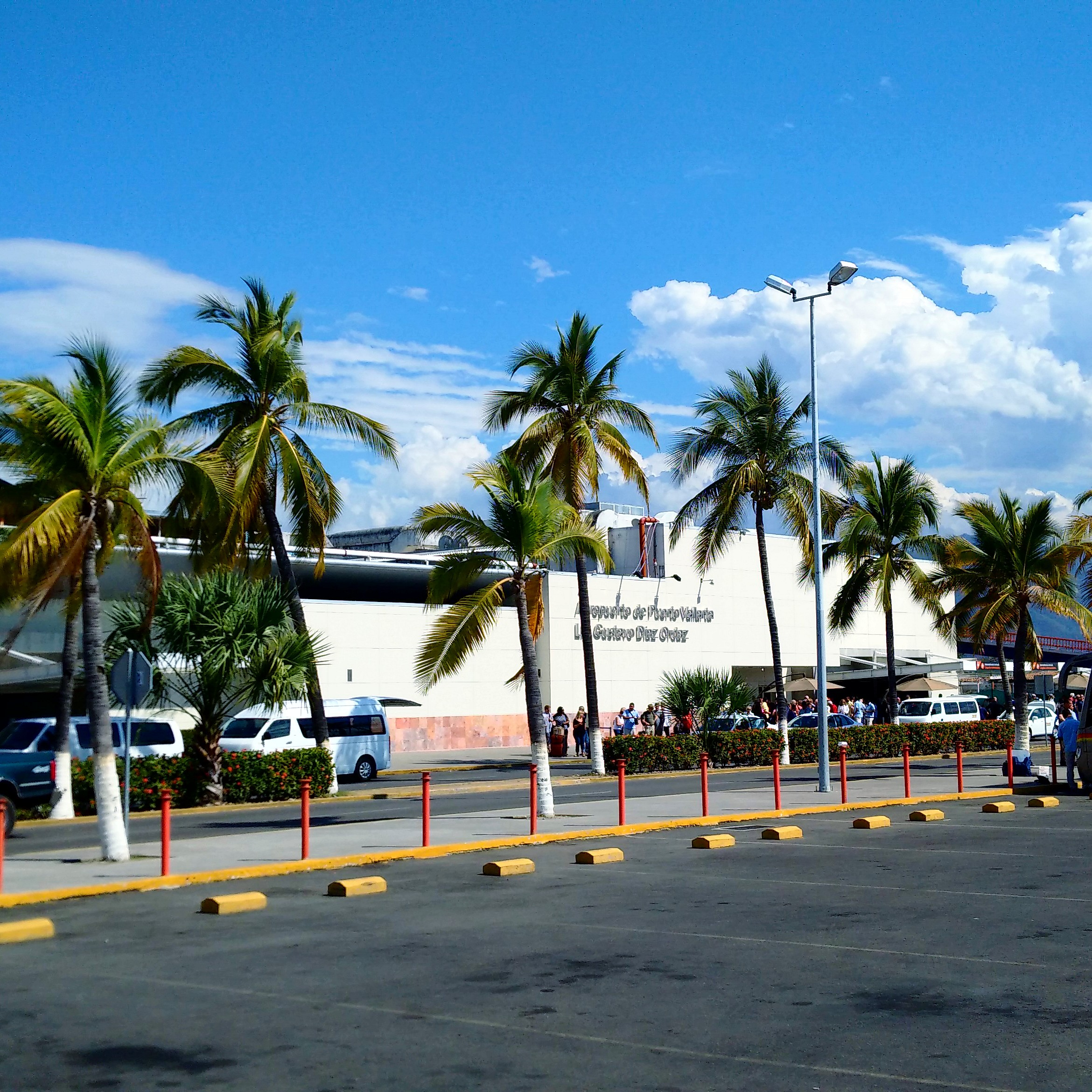
L'aéroport de l'extérieur en 2015
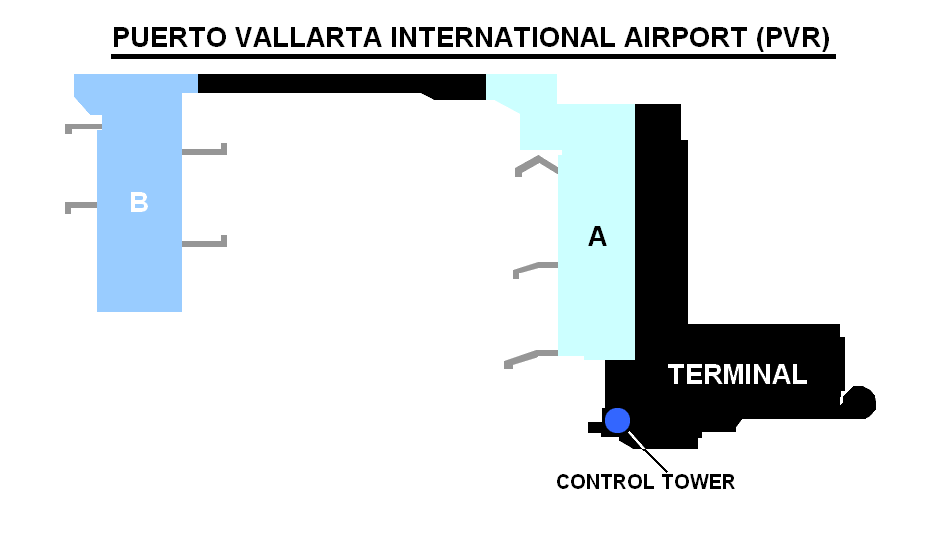
Carte des terminaux
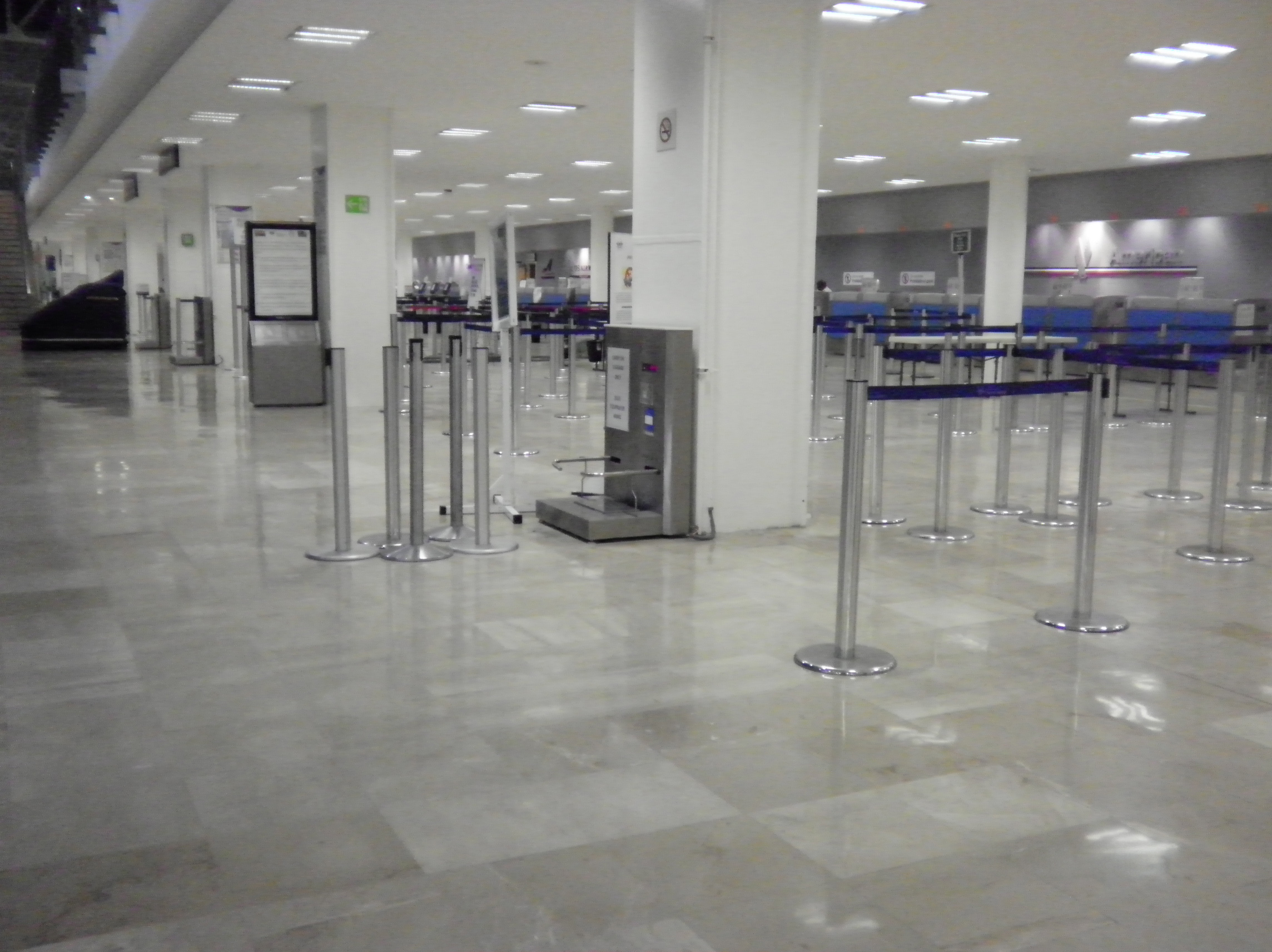
Les comptoirs de billetterie.
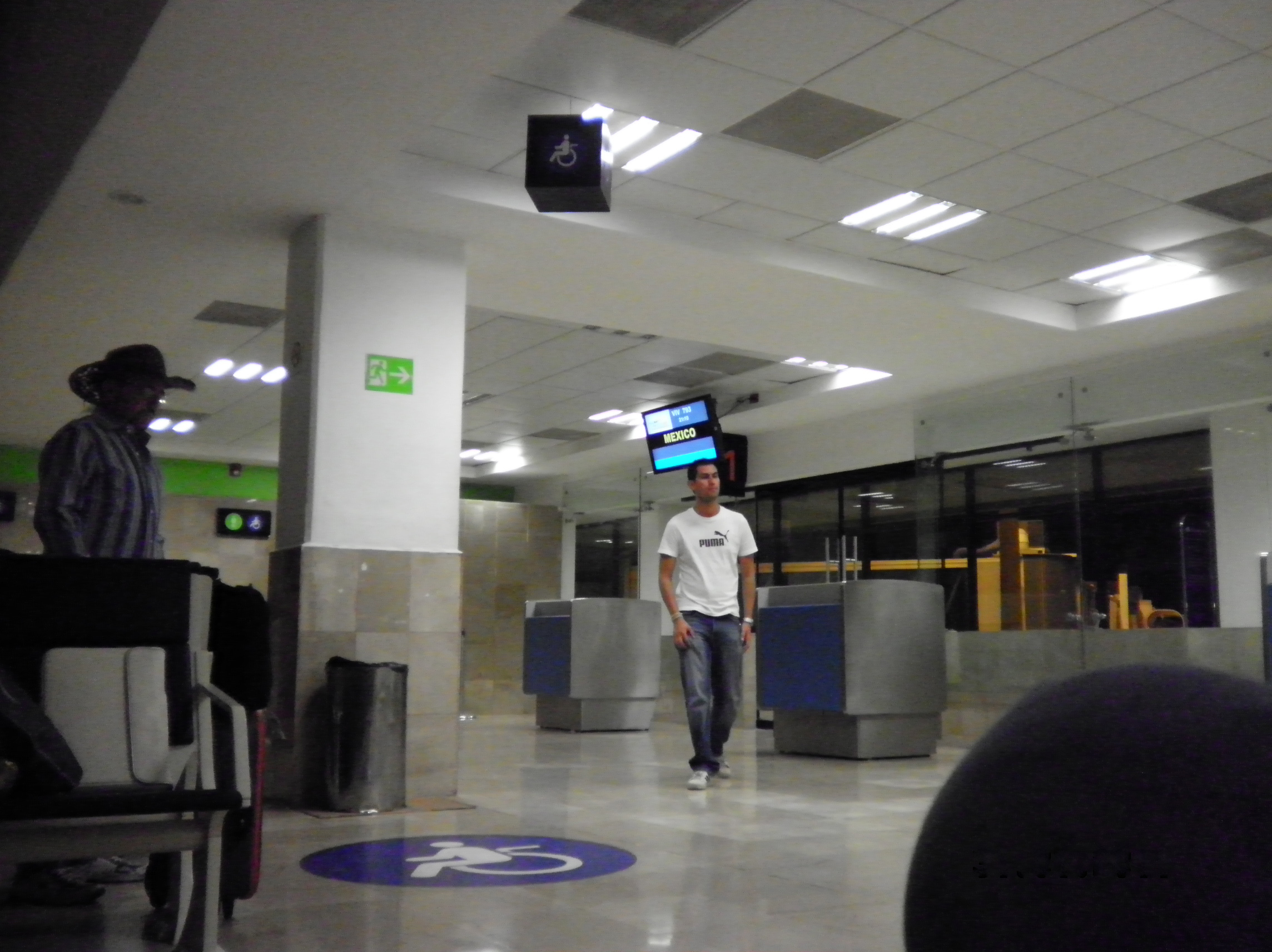
Porte 1.
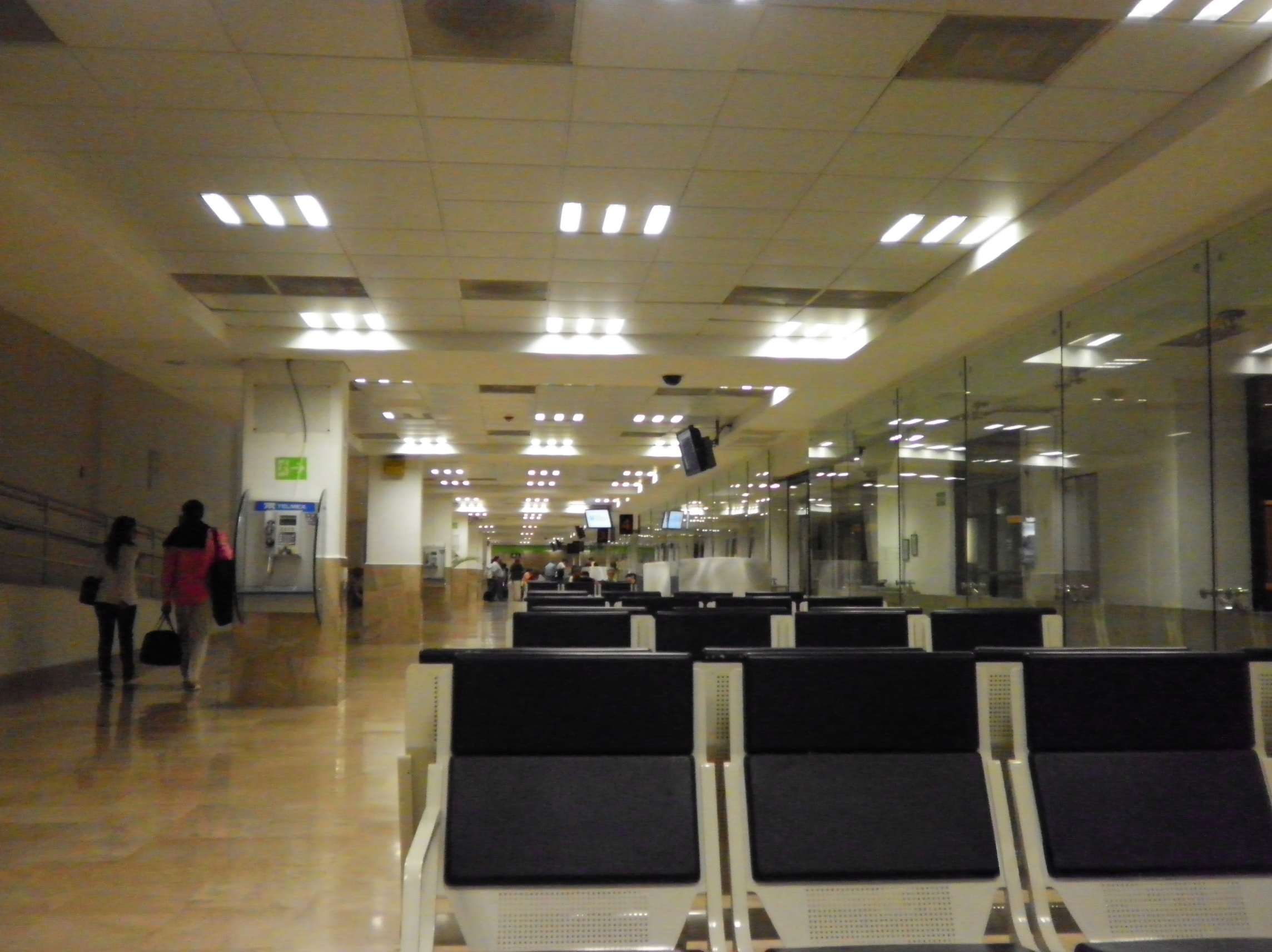
Hall A.
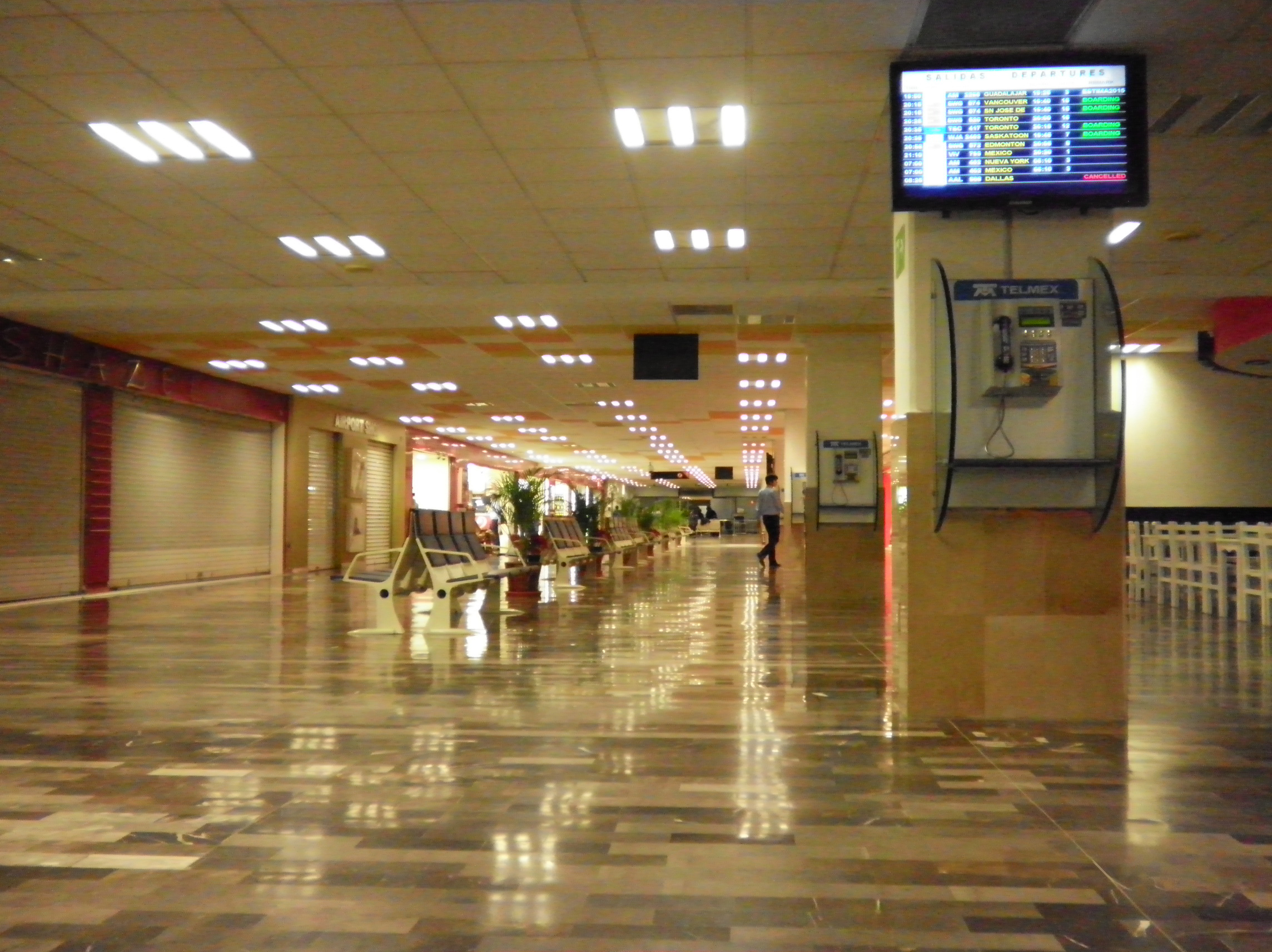
Zone Commerciale.

## Statistiques
Le graphique qui aurait dû être présenté ici ne peut pas être affiché car il utilise l'ancienne extension Graph, désactivée pour des questions de sécurité. Des indications pour créer un nouveau graphique avec la nouvelle extension Chart sont disponibles ici.

Voir la requête brute et les sources sur Wikidata.

## Compagnies aériennes et destinations
| Compagnies           | Destinations |
| -------------------- | --- |
| Aeromar              | Guadalajara-M. Hidalgo y Costilla, Mexico-B. Juárez |
| Aeroméxico           | Mexico-B. Juárez |
| Aeroméxico Connect   | Mexico-B. Juárez |
| Air Canada           | Vancouver En saison : Calgary |
| Air Canada Rouge     | Toronto (Pearson) En saison : Montréal (P.-E.-Trudeau) |
| Air Transat          | Calgary, Edmonton, Montréal (P.-E.-Trudeau), Vancouver En saison : Kelowna, Québec (Jean-Lesage), Toronto (Pearson), Victoria (International), Winnipeg (J. A. Richardson)      |
| Alaska Airlines      | Los Angeles, San Diego, San Francisco En saison: Portland, Seattle-Tacoma |
| American Airlines    | Dallas-Fort Worth, Phoenix-Sky Harbor En saison : Chicago-O'Hare |
| American Eagle       | Los Angeles |
| Apple Vacations      | En saison Charter : Détroit, Lansing (Michigan), Milwaukee-General Mitchell, Lambert-Saint Louis                                                                                |
| Calafia Airlines     | Cabo San Lucas (es), Guadalajara-M. Hidalgo y Costilla |
| Copa Airlines        | Panama-Tocumen |
| Delta Air Lines      | Atlanta H.-Jackson, Los Angeles, Salt Lake City En saison : Détroit, Minneapolis-Saint-Paul, Seattle-Tacoma                                                                     |
| Finnair              | En saison : Helsinki-Vantaa |
| Frontier Airlines    | En saison : Chicago-O'Hare, Denver |
| Interjet             | León-Guanajuato (Bajio), Mexico-B. Juárez, Toluca En saison : Guadalajara-M. Hidalgo y Costilla                                                                                 |
| Magnicharters        | Mexico-B. Juárez, Monterrey (Colombie) En saison : Chihuahua-R. Fierro V, Nuevo Laredo-Quetzalcóatl                                                                             |
| Southwest Airlines   | Denver, Houston-W. P. Hobby, Los Angeles, Oakland, San Diego |
| Sun Country Airlines | En saison : Dallas-Fort Worth, Minneapolis-Saint-Paul |
| Swoop                | En saison : Abbotsford , Hamilton |
| TAR Aerolineas       | Aguascalientes, Guadalajara-M. Hidalgo y Costilla, León-Guanajuato (Bajio), Querétaro, San Luis Potosí                                                                          |
| TUI Airways          | Londres-Gatwick, Manchester |
| United Airlines      | Denver, Houston-George Bush, Newark-Liberty, San Francisco En saison : Chicago-O'Hare, Los Angeles                                                                              |
| United Express       | En saison : Houston-George Bush |
| VivaAerobus          | Guadalajara-M. Hidalgo y Costilla, Mexico-B. Juárez, Monterrey (Colombie), Puebla                                                                                               |
| Volaris              | León-Guanajuato (Bajio), Mexico-B. Juárez, Monterrey (Colombie), Tijuana-A. L. Rodríguez                                                                                        |
| WestJet              | Calgary, Toronto (Pearson) En saison : Abbotsford, Comox, Edmonton, Kelowna, Prince George, Régina, Saskatoon, Vancouver, Victoria (International), Winnipeg (J. A. Richardson) |

Édité le 27/11/2018